# Lőrinc Mészáros

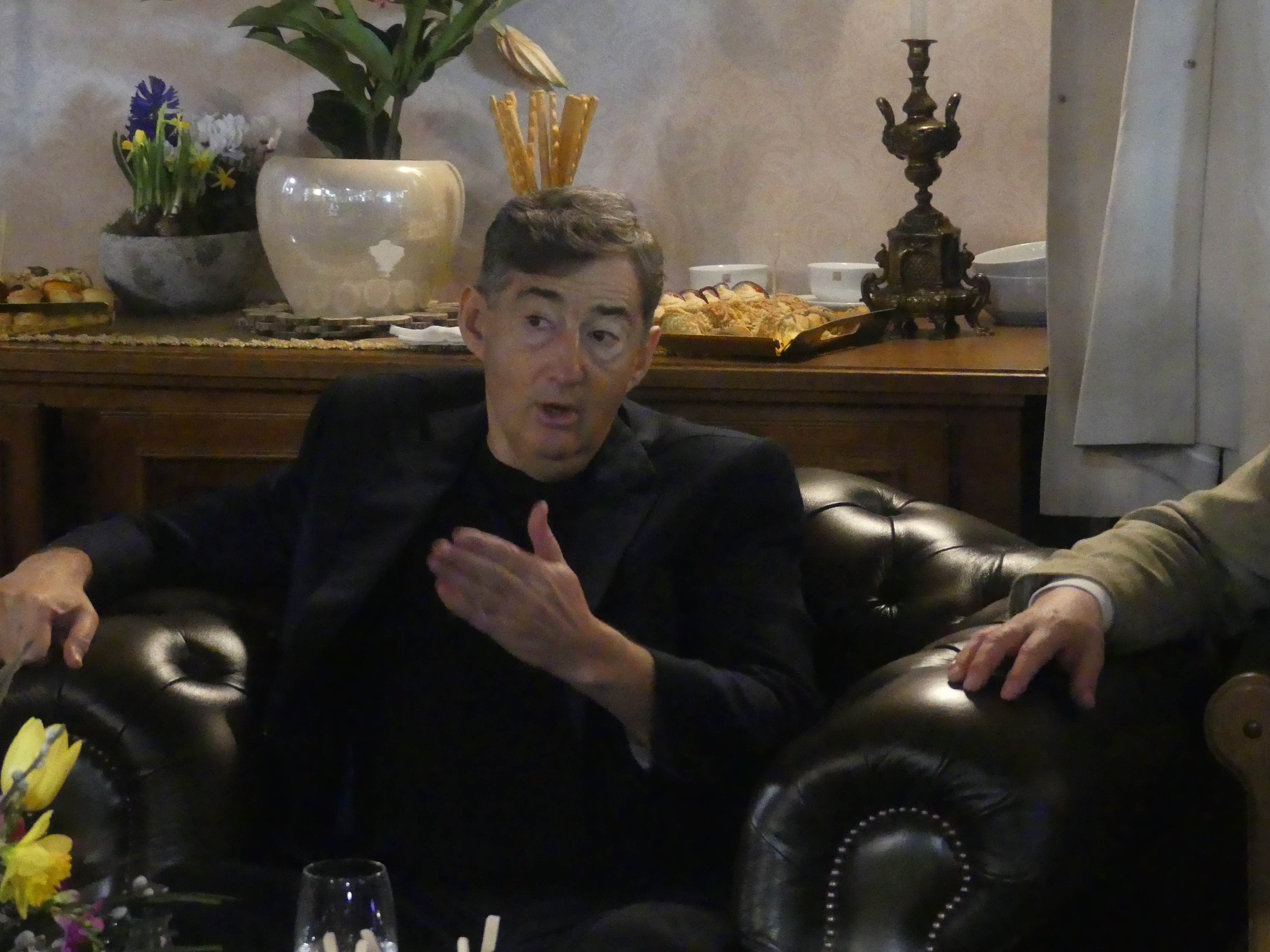
Lőrinc Mészáros (2024)

Lőrinc Mészáros (ˈlø:rint͡s ˈmeːsa:roʃ, * 24. Februar 1966 in Székesfehérvár) ist ein ungarischer Bau- und Medienunternehmer. Das Wirtschaftsmagazin Forbes schätzte sein Vermögen 2022 auf 1,3 Milliarden US-Dollar; er gilt damit als reichster Ungar. Der enge Vertraute Viktor Orbáns wird von verschiedenen Medien als Oligarch und Strohmann eingestuft.

## Werdegang
Mészáros wuchs in Felcsút, einer Gemeinde in Zentralungarn auf. In seiner Jugend lernte er den späteren Ministerpräsidenten Ungarns Viktor Orbán kennen; sie besuchten die gleiche Schule. Der gelernte Gasinstallateur gründete in den 1990er Jahren einen kleinen Klempnereibetrieb, der 2007 beinahe insolvent wurde. Zwischen 2011 und 2018 war er als Parteimitglied der Fidesz Bürgermeister von Felcsút.

## Vermögen und Beteiligungen
Mészáros, der bis 2010 nur ein Gasinstallationsunternehmen besaß, ist nun faktisch dauerhafter Partner von mit EU-Fördergeldern finanzierten Projekten geworden. Bereits im ersten Jahr der Amtszeit von Viktor Orban als Ministerpräsident 2010 wurde der bankrotte Installateur zur 88-reichsten Person in Ungarn. Bis 2016 versechsundvierzigfachte er sein Vermögen auf 1,15 Milliarden Euro. Sein erstes Unternehmen, das heute vorrangig in der Baubranche tätig ist, hat seinen Gewinn von 2006 bis 2016 vertausendfacht. Heute besitzt er eine Holding mit über 120 Unternehmen. Etwa 20 Prozent aller öffentlichen Ausschreibungen in Ungarn sollen Unternehmen von Mészáros 2018, auch aufgrund sehr begrenzten Wettbewerbs, gewonnen haben. Bedingt durch viele Regierungsaufträge galt die Aktie  seines Unternehmens Konzum Nyrt. zeitweise als beste Aktie der Welt. Seinem Medienunternehmen Mediaworks gehören die meisten Regionalzeitungen des Landes. Es übernahm 2016 mit der Népszabadság die wichtigste Zeitung in Ungarn. Neben zahlreichen Hotels gehört ihm seit 2016 auch der kroatische Fußballverein NK Osijek, dem damals schon jährlich 550.000 Euro ungarischer Staatshilfen zugewiesen wurden. Seit 2018 gehört Mészáros mit dem Kraftwerk Mátra das zweitgrößte Kraftwerk des Landes.

## Kontroversen
Experten und Oppositionelle halten Mészáros für einen Strohmann. Ungarische Enthüllungsjournalisten konnten 2019 nachweisen, dass über seine Unternehmen öffentliche Gelder an die Familie Viktor Orbáns geflossen sind.